# Денісс Павловс
Денісс Павловс (нар. 15 квітня 1983) — колишній латвійський тенісист.
Найвищу одиночну позицію світового рейтингу — 263 місце досяг 20 липня 2009, парну — 155 місце — 28 вересня 2009 року.
Здобув 2 парні титули.

## Фінали ATP Челленджер і ITF Ф'ючерс

### Одиночний розряд: 12 (4–8)
| Легенда              |
| -------------------- |
| ATP Челленджер (0–0) |
| ITF Ф'ючерс (4–8)    |

| Фінали за покриттям |
| ------------------- |
| Тверде (2–1)        |
| Ґрунт (2–6)         |
| Трава (0–0)         |
| Килим (0–1)         |

| Результат | В-П | Дата     | Турнір                          | Рівень  | Покриття | Суперник               | Рахунок            |
| --------- | --- | -------- | ------------------------------- | ------- | -------- | ---------------------- | ------------------ |
| Поразка   | 0–1 | Вер 2005 | Білорусь F1, Мінськ             | Ф'ючерс | Ґрунт    | Дарко Маджаровський    | 2–6, 1–6           |
| Перемога  | 1–1 | Тра 2007 | Боснія і Герцеговина F1, Добой  | Ф'ючерс | Ґрунт    | Алдін Шеткич           | 6–4, 6–3           |
| Перемога  | 2–1 | Чер 2007 | Білорусь F4, Мінськ             | Ф'ючерс | Ґрунт    | Ерік Продон            | 6–2, 6–2           |
| Поразка   | 2–2 | Тра 2008 | Боснія і Герцеговина F1, Добой  | Ф'ючерс | Ґрунт    | Александер Слович      | 2–6, 3–6           |
| Поразка   | 2–3 | Чер 2008 | Білорусь F1, Мінськ             | Ф'ючерс | Тверде   | Володимир Ігнатик      | 1–6, 0–2 ret.      |
| Поразка   | 2–4 | Жов 2008 | Боснія і Герцеговина F7, Мостар | Ф'ючерс | Ґрунт    | Іван Додіг             | 3–6, 2–6           |
| Поразка   | 2–5 | Жов 2008 | Чилі F3, Сантьяго               | Ф'ючерс | Ґрунт    | Дієґо Альварес         | 5–7, 2–6           |
| Поразка   | 2–6 | Лис 2008 | Перу F5, Ліма                   | Ф'ючерс | Ґрунт    | Хуан-Мартін Арангурен  | 3–6, 5–7           |
| Перемога  | 3–6 | Лис 2008 | Нікарагуа F1, Манагуа           | Ф'ючерс | Тверде   | Карлос Авельян         | 6–2, 4–6, 6–4      |
| Поразка   | 3–7 | Сер 2010 | Литва F1, Вільнюс               | Ф'ючерс | Ґрунт    | Тімо Ніємінен          | 5–7, 2–6           |
| Перемога  | 4–7 | Гру 2010 | Куба F1, Гавана                 | Ф'ючерс | Тверде   | Крістофер Діас Фігероа | 6–2, 6–1           |
| Поразка   | 4–8 | Бер 2012 | Росія F6, Москва                | Ф'ючерс | Килим    | Андіс Юшка             | 7–6(7–3), 3–6, 1–6 |

### Парний розряд: 56 (33–23)
| Легенда              |
| -------------------- |
| ATP Челленджер (2–4) |
| ITF Ф'ючерс (31–19)  |

| Фінали за покриттям |
| ------------------- |
| Тверде (8–10)       |
| Ґрунт (23–11)       |
| Трава (0–0)         |
| Килим (2–2)         |

| Результат | В-П   | Дата     | Турнір                                       | Рівень     | Покриття | Партнер                 | Суперники                                 | Рахунок                 |
| --------- | ----- | -------- | -------------------------------------------- | ---------- | -------- | ----------------------- | ----------------------------------------- | ----------------------- |
| Поразка   | 0–1   | Лют 2005 | Німеччина F5, Меттман                        | Ф'ючерс    | Килим    | Йозеф Нештіцький        | Ларс Юбель Марцель Ціммерманн             | 3–6, 4–6                |
| Перемога  | 1–1   | Жов 2005 | Україна F1, Горлівка                         | Ф'ючерс    | Ґрунт    | Олександр Маркін        | Олександр Аксьонов Володимир Левін        | 6–1, 6–3                |
| Поразка   | 1–2   | Гру 2005 | Ізраїль F2, Рамат-га-Шарон                   | Ф'ючерс    | Тверде   | Олександр Недовєсов     | Віктор Колік Дуді Села                    | 3–6, 3–6                |
| Поразка   | 1–3   | Бер 2006 | Швейцарія F1, Вілен (Тургау)                 | Ф'ючерс    | Килим    | Ладо Чихладзе           | Дастін Браун Тобіас Кляйн                 | 4–6, 6–4, 5–7           |
| Поразка   | 1–4   | Тра 2006 | Італія F14, Неаполь                          | Ф'ючерс    | Ґрунт    | Джанкарло Петраццуоло   | Марсело Мело Леонарду Таваріш             | 3–6, 2–6                |
| Перемога  | 2–4   | Сер 2006 | Латвія F1, Юрмала                            | Ф'ючерс    | Ґрунт    | Майт Кюннап             | Радослав Ніякі Кацпер Овсян               | 6–7(3–7), 6–2, 6–1      |
| Перемога  | 3–4   | Сер 2006 | Литва F1, Вільнюс                            | Ф'ючерс    | Ґрунт    | Томаш Беднарек          | Єгор Пунтус Сергій Тарасевич              | 6–0, 6–1                |
| Поразка   | 3–5   | Вер 2006 | Польща F11, Щецин                            | Ф'ючерс    | Ґрунт    | Денис Мацюкевич         | Мацей Ділай Рафаел Дюрек                  | 3–6, 6–4, 6–7(1–7)      |
| Перемога  | 4–5   | Вер 2006 | Польща F12, Гливиці                          | Ф'ючерс    | Ґрунт    | Денис Мацюкевич         | Роберт Ґодлевський Філіп Полашек          | 6–7(5–7), 6–3, 6–4      |
| Поразка   | 4–6   | Лис 2006 | Гельсінкі, Фінляндія                         | Челленджер | Тверде   | Ернестс Гулбіс          | Яспер Сміт Мартейн ван Гастерен           | 6–7(6–8), 2–6           |
| Поразка   | 4–7   | Лют 2007 | Італія F1, Барі                              | Ф'ючерс    | Ґрунт    | Олександр Красноруцький | Альберто Бріцці Джанкарло Петраццуоло     | 6–3, 2–6, 3–6           |
| Перемога  | 5–7   | Бер 2007 | Італія F3, Рим                               | Ф'ючерс    | Ґрунт    | Джанкарло Петраццуоло   | Душан Кароль Александрос Якуповіч         | 6–7(6–8), 7–6(7–1), 6–4 |
| Перемога  | 6–7   | Бер 2007 | Сараєво, Боснія і Герцеговина                | Челленджер | Тверде   | Ернестс Гулбіс          | Ян Мертл Лукаш Росол                      | 6–4, 6–3                |
| Перемога  | 7–7   | Тра 2007 | Боснія і Герцеговина F1, Добой               | Ф'ючерс    | Ґрунт    | Борис Чонкич            | Нікола Мартинович Роман Келечич           | 7–6(7–5), 3–6, 6–4      |
| Поразка   | 7–8   | Тра 2007 | Боснія і Герцеговина F2, Сараєво             | Ф'ючерс    | Ґрунт    | Борис Чонкич            | Лазар Магдінчев Предраг Русевський        | 1–6, 2–6                |
| Перемога  | 8–8   | Чер 2007 | Боснія і Герцеговина F4, Прієдор             | Ф'ючерс    | Ґрунт    | Сесар Феррер-Вікторія   | Анте Накич-Алфиревич Марин Брадарич       | 6–4, 6–4                |
| Поразка   | 8–9   | Чер 2007 | Україна F2, Черкаси                          | Ф'ючерс    | Ґрунт    | Ґоран Тошич             | Віктор Козін Павло Чехов                  | 6–4, 1–6, 4–6           |
| Перемога  | 9–9   | Чер 2007 | Україна F3, Черкаси                          | Ф'ючерс    | Ґрунт    | Олександр Недовєсов     | Олександр Ярмола Олександр Агафонов       | 6–3, 6–4                |
| Поразка   | 9–10  | Чер 2007 | Білорусь F4, Мінськ                          | Ф'ючерс    | Ґрунт    | Олександр Недовєсов     | Михайло Єлгін Олександр Красноруцький     | 3–6, 4–6                |
| Перемога  | 10–10 | Бер 2008 | Швейцарія F3, Вадуц                          | Ф'ючерс    | Килим    | Юго Паукку              | Олів'є Шарруен Іван Вукович               | 7–6(7–4), 6–3           |
| Перемога  | 11–10 | Тра 2008 | Боснія і Герцеговина F1, Добой               | Ф'ючерс    | Ґрунт    | Ґоран Тошич             | Давид Савич Вилим Висак                   | 6–4, 7–5                |
| Поразка   | 11–11 | Чер 2008 | Білорусь F1, Мінськ                          | Ф'ючерс    | Тверде   | Декел Валтзер           | Брайден Клейн Меттью Ебден                | 3–6, 2–6                |
| Перемога  | 12–11 | Лип 2008 | Грузія F2, Тбілісі                           | Ф'ючерс    | Ґрунт    | Маттео Марраї           | Гліб Олексієнко Вадим Алексеєнко          | 6–7(7–9), 6–4, [10–8]   |
| Поразка   | 12–12 | Сер 2008 | Латвія F1, Юрмала                            | Ф'ючерс    | Ґрунт    | Пйотрс Нечаєвс          | Андрей Капась Марцин Ґаврон               | 3–6, 6–7(4–7)           |
| Поразка   | 12–13 | Сер 2008 | Білорусь F3, Пінськ                          | Ф'ючерс    | Ґрунт    | Владислав Клименко      | Сергій Бетов Дмитро Жирмонт               | 3–6, 7–5, [6–10]        |
| Перемога  | 13–13 | Вер 2008 | Боснія і Герцеговина F6, Мостар              | Ф'ючерс    | Ґрунт    | Іван Церович            | Іван Б'єлиця Милян Зекич                  | 7–6(7–3), 6–2           |
| Перемога  | 14–13 | Жов 2008 | Боснія і Герцеговина F7, Мостар              | Ф'ючерс    | Ґрунт    | Іван Церович            | Нікола Мектич Іван Зовко                  | 6–2, 7–6(7–3)           |
| Перемога  | 15–13 | Жов 2008 | Чилі F2, Сантьяго                            | Ф'ючерс    | Ґрунт    | Кетелін-Йонуц Гирд      | Маурісіо Ечасу Себастьян Рівера           | 3–6, 7–5, [10–2]        |
| Перемога  | 16–13 | Жов 2008 | Чилі F3, Сантьяго                            | Ф'ючерс    | Ґрунт    | Кетелін-Йонуц Гирд      | Хорхе Агілар Майт Кюннап                  | 6–4, 7–5                |
| Перемога  | 17–13 | Лис 2008 | Перу F4, Ліма                                | Ф'ючерс    | Ґрунт    | Кетелін-Йонуц Гирд      | Стівен Басс Адам Фасс                     | 6–4, 6–2                |
| Поразка   | 17–14 | Лис 2008 | Нікарагуа F1, Манагуа                        | Ф'ючерс    | Тверде   | Йоан-Александру Кожану  | Їржі Кркошка Вашек Поспішил               | 6–7(1–7), 3–6           |
| Перемога  | 18–14 | Лют 2009 | Італія F1, Барі                              | Ф'ючерс    | Ґрунт    | Вальтер Трузенді        | Фабіо Коланджело Марко Груньйола          | 4–6, 6–3, [10–4]        |
| Поразка   | 18–15 | Бер 2009 | Франція F5, Пуатьє                           | Ф'ючерс    | Тверде   | Андіс Юшка              | Міхел Конінґ Роберт Смітс                 | 7–6(7–4), 4–6, [8–10]   |
| Поразка   | 18–16 | Сер 2009 | [[Карші Challenger 2009\|Карші]], Узбекистан | Челленджер | Тверде   | Андіс Юшка              | Садік Кадір Пурав Раджа                   | 3–6, 6–7(4–7)           |
| Перемога  | 19–16 | Січ 2010 | США F1, Плантейшен                           | Ф'ючерс    | Ґрунт    | Стефано Янні            | Маркус Ф'юґейт Тімоті Ніллі               | 6–2, 6–2                |
| Перемога  | 20–16 | Лип 2010 | Естонія F1, Курессааре                       | Ф'ючерс    | Ґрунт    | Андіс Юшка              | Харрі Хеліовара Міхаель Рідерстедт        | 7–5, 7–6(8–6)           |
| Поразка   | 20–17 | Сер 2010 | Тампере, Фінляндія                           | Челленджер | Ґрунт    | Андіс Юшка              | Жуан Соуза Леонарду Таваріш               | 6–7(4–7), 5–7           |
| Перемога  | 21–17 | Сер 2010 | Литва F1, Вільнюс                            | Ф'ючерс    | Ґрунт    | Михайло Васильєв        | Тімо Ніємінен Міхал Шмід                  | 6–3, 6–3                |
| Перемога  | 22–17 | Сер 2010 | Самарканд, Узбекистан                        | Челленджер | Ґрунт    | Андіс Юшка              | Лі Сіньхань Ян Цзунхуа                    | 7–5, 6–3                |
| Перемога  | 23–17 | Вер 2010 | Росія F7, Moscow                             | Ф'ючерс    | Ґрунт    | Михайло Єлгін           | Олександр Лобков Олександр Румянцев       | 4–6, 6–4, [10–7]        |
| Поразка   | 23–18 | Вер 2010 | Сен-Ремі, Франція                            | Челленджер | Тверде   | Андіс Юшка              | Жіль Мюллер Едуар Роже-Васслен            | 0–6, 6–2, [11–13]       |
| Поразка   | 23–19 | Лис 2010 | Домініканська Республіка F1, Санто-Домінго   | Ф'ючерс    | Тверде   | Мікеліс Лібієтіс        | П'єро Луїзі Роман Рекарте                 | 3–6, 6–3, [8–10]        |
| Поразка   | 23–20 | Гру 2010 | Домініканська Республіка F3, Санто-Домінго   | Ф'ючерс    | Тверде   | Мікеліс Лібієтіс        | П'єр-Юг Ербер Romain Sichez               | 6–7(8–10), 3–6          |
| Перемога  | 24–20 | Бер 2011 | Італія F1, Тренто                            | Ф'ючерс    | Тверде   | Вальтер Трузенді        | Кевін Ботті Грегуар Бюрк'є                | 6–2, 7–5                |
| Перемога  | 25–20 | Бер 2011 | Росія F1, Moscow                             | Ф'ючерс    | Тверде   | Андіс Юшка              | Михайло Васильєв Денис Мацюкевич          | 6–4, 7–6(7–5)           |
| Перемога  | 26–20 | Лип 2011 | Естонія F2, Курессааре                       | Ф'ючерс    | Ґрунт    | Андіс Юшка              | Володимир Іванов Ганс Подліпнік Кастільйо | 6–3, 7–6(7–3)           |
| Перемога  | 27–20 | Сер 2011 | Латвія F1, Юрмала                            | Ф'ючерс    | Ґрунт    | Андіс Юшка              | Клаудіо Грассі Маттео Воланте             | 6–3, 6–4                |
| Поразка   | 27–21 | Сер 2011 | Росія F6, Moscow                             | Ф'ючерс    | Ґрунт    | Андрій Кузнєцов         | Сергій Кротюк Михайло Фуфигін             | 4–6, 7–6(16–14), [8–10] |
| Перемога  | 28–21 | Січ 2012 | Росія F1, Moscow                             | Ф'ючерс    | Тверде   | Андіс Юшка              | Андрій Кузнєцов Станіслав Вовк            | 7–6(7–1), 6–3           |
| Поразка   | 28–22 | Січ 2012 | Росія F2, Moscow                             | Ф'ючерс    | Тверде   | Андіс Юшка              | Олександр Бурий Сергій Бетов              | 1–6, 3–6                |
| Перемога  | 29–22 | Січ 2012 | Росія F3, Сергієв Посад                      | Ф'ючерс    | Тверде   | Андіс Юшка              | Андрій Василевський Ерванд Гаспарян       | 6–1, 6–4                |
| Перемога  | 30–22 | Лют 2012 | Росія F5, Moscow                             | Ф'ючерс    | Тверде   | Андіс Юшка              | Сергій Бетов Денис Мацюкевич              | 6–4, 7–6(7–3)           |
| Перемога  | 31–22 | Бер 2012 | Росія F6, Moscow                             | Ф'ючерс    | Килим    | Андіс Юшка              | Сергій Бетов Андрій Василевський          | 7–6(7–5), 6–1           |
| Перемога  | 32–22 | Бер 2012 | Росія F7, Тюмень                             | Ф'ючерс    | Тверде   | Андіс Юшка              | Сергій Кротюк Андрій Василевський         | 6–3, 6–4                |
| Перемога  | 33–22 | Кві 2012 | Узбекистан F2, Андижан                       | Ф'ючерс    | Тверде   | Володимир Ігнатик       | Владислав Манафов Ярослав Шило            | 6–4, 6–2                |
| Поразка   | 33–23 | Тра 2012 | Польща F1, Собота                            | Ф'ючерс    | Ґрунт    | Олександр Бурий         | Томаш Беднарек Матеуш Ковальчик           | 2–6, 7–6(7–5), [9–11]   |